# Michael Ansley
Michael Ansley, né le 8 février 1967, à Birmingham, dans l'Alabama, est un joueur américain de basket-ball. Il évolue durant sa carrière aux postes d'ailier et d'ailier fort.

## Palmarès
- MVP des playoffs de la Liga ACB 1994-1995
- Meilleur marqueur du championnat de Turquie 1998-1999